# Top R&B/Hip-Hop Albums
Top R&B/Hip-Hop Albums — щотижневий рейтинг найбільш продаваних музичних ритм-енд-блюз та хіп-хоп-альбомів в США, який публікується журналом Billboard за даними Nielsen SoundScan.
Теперішня назва чарту балу змінена з Top R&B Albums у 1999 році. Вперше чарт дебютував в журналі Billboard під назвою Hot R&B LPs в 1965 році, а також — Top Black Albums; з 1969 по 1978 роки він називався Soul charts. До хіт-парад Billboard Top R&B/Hip-Hop Albums потрапляють музичні альбоми таких жанрів: ритм-енд-блюз, сучасна міська музика, соул, нью-джек-свінг, хіп-хоп та інколи хауз.

### Артисти з найбільшою кількістю №1 альбомів
| Кількість альбомів | Артист     | Джерело     |
| ------------------ | ---------- | ----------- |
| 13                 | Drake      | [ 1 ]       |
| 10                 | Kanye West |             |
| 8                  | 2Pac       |             |
| 7                  | Eminem     | [ 2 ] [ 3 ] |
| 7                  | Jay-Z      | [ 4 ]       |